# Virville
Virville ist eine französische Gemeinde mit 343 Einwohnern (Stand 1. Januar 2022) im Département Seine-Maritime in der Region Normandie (vor 2016 Haute-Normandie). Sie gehört zum Arrondissement Le Havre und zum Kanton Saint-Romain-de-Colbosc (bis 2015 Goderville). Die Einwohner werden Virvillais genannt.

## Geographie
Virville liegt etwa 25 Kilometer nordöstlich von Le Havre in der Landschaft Pays de Caux. Umgeben wird Virville von den Nachbargemeinden Manneville-la-Goupil im Norden, Houquetot im Osten und Nordosten, Parc-d’Anxtot im Osten und Südosten, Saint-Gilles-de-la-Neuville im Süden und Südosten sowie Graimbouville im Westen und Südwesten.

## Bevölkerungsentwicklung
| Jahr                      | 1962 | 1968 | 1975 | 1982 | 1990 | 1999 | 2006 | 2013 |
| Einwohner                 | 144  | 147  | 155  | 211  | 254  | 260  | 300  | 361  |
| Quelle: Cassini und INSEE |      |      |      |      |      |      |      |      |

## Sehenswürdigkeiten
- Kirche Saint-Aubin aus dem 12. Jahrhundert, seit 1913 Monument historique

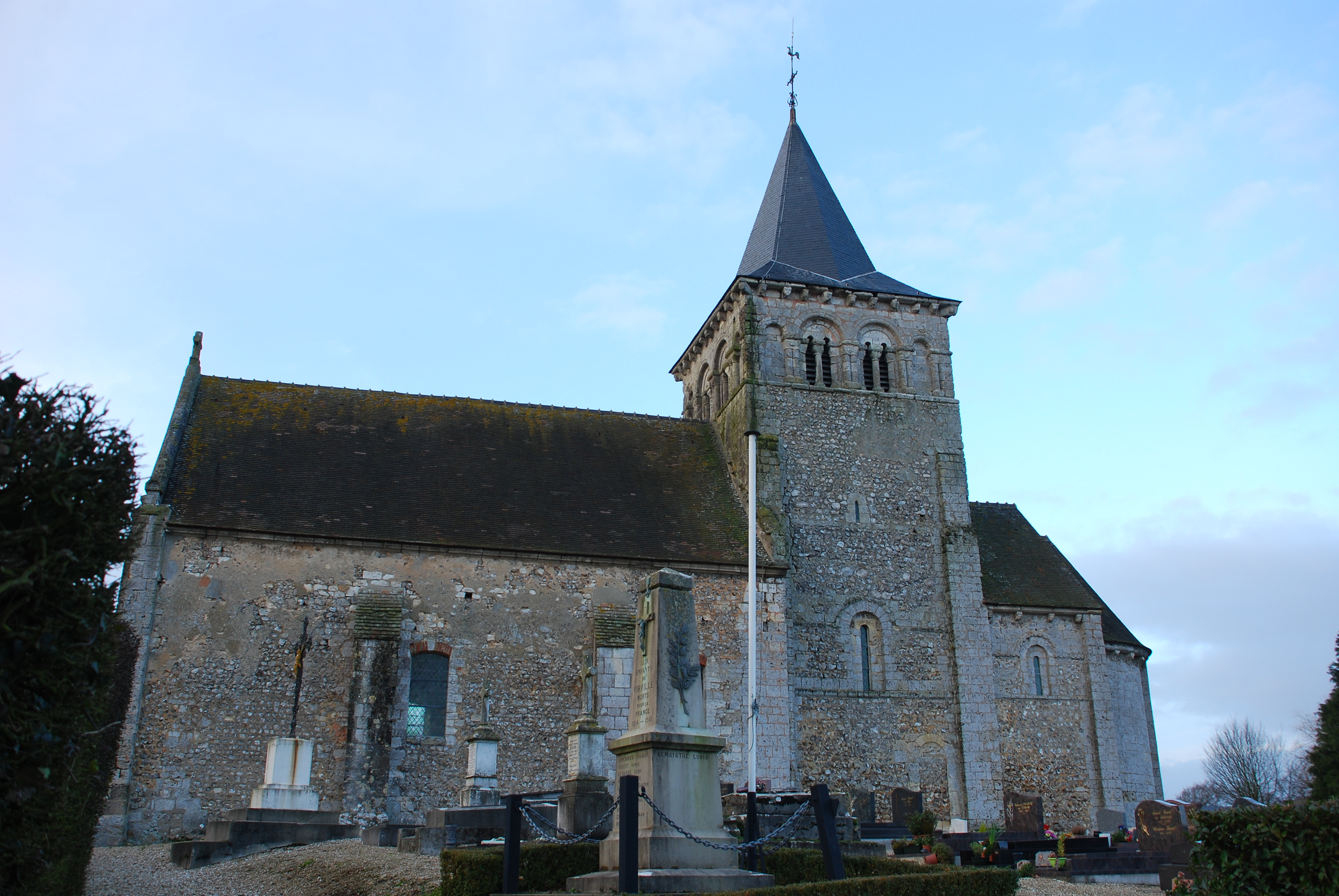
Kirche Saint-Aubin